# Михалко Андрій Якович
Андрій Якович Михалко (народився 22 червня 1940 в селі Лошакова Гута Козелецького району Чернігівської області) — український будівельник та мецент. Працював генеральним директором ремонтно-будівельного
підприємства «Ремонтник». Заслужений будівельник України. Упорядник збірника українських народних пісень з нотами «Пісенний вінок» яке витримало три видання (2005, 2007, 2009).